# Václav Dobrý
Václav Dobrý (2. června 1897 Plzeň – ?), byl český akademický malíř, v závěru života působil na Slovensku.

## Život
Václav Dobrý se narodil v Plzni v rodině nádeníka Václava Dobrého a jeho ženy Marie rodem Gráfové. Václav měl ještě mladšího bratra Ladislava, který byl rovněž malířem. Základní vzdělání získal patrně ve svém rodišti a později soukromě studoval ve Vídni u malíře prof. Ludvíka Ehrenhafta. Po návratu do vlasti se ještě soukromě školil v Uhříněvsi u malíře Jindřicha Bubeníčka. Mezitím se Čadci na Slovensku 11. srpna 1921 oženil Vilemínou Novákovou. Později pobýval střídavě v Čechách a na Slovensku.